# Coccoloba gymnorrhachis
Coccoloba gymnorrhachis är en slideväxtart som beskrevs av Noel Yvri Sandwith. Coccoloba gymnorrhachis ingår i släktet Coccoloba och familjen slideväxter. Inga underarter finns listade i Catalogue of Life.